# Trận Falkirk
Trận Falkirk diễn ra vào ngày 22 tháng 7 năm 1298, một trong những trận đánh lớn nhất của cuộc chiến tranh giành độc lập đầu tiên của Scotland. Dưới sự chỉ huy của vua Edward I, quân đội Anh đã đánh bại quân Scotland, được chỉ huy bởi William Wallace. Ngay sau khi trận chiến kết thúc, Wallace đã từ chức Người giám hộ của Scotland.

## Bối cảnh
Vua Edward I đang tham chiến chống lại Pháp ở Flanders khi nhận được tin thất bại về quân đội miền Bắc của mình tại trận Cầu Stirling. Sau khi ký thỏa thuận ngừng bắn với Philip Công Bằng, ông quay về Anh vào tháng 3 năm 1298 và ngay lập tức bắt đầu tổ chức quân đội cho cuộc xâm lược Scotland thứ hai. Như là một bước chuẩn bị sơ bộ, ông dời triều đình về York, nơi được để làm kinh đô tạm thời trong sáu năm tới. Tháng tư, hội đồng chiến tranh được triệu tập để hoàn tất các công việc chuẩn bị cuối cùng cho cuộc viễn chinh. Các quý tộc Scotland đều được triệu tập tới tham dự, và khi không thấy sự xuất hiện của họ, họ bị coi là những kẻ phản bội. ngày 25 tháng 6, Edward ra lệnh hội quân ở Roxburgh. Các lực lượng của ông ngoài mức mong đợi: 2.000 kị binh thiết giáp và 12.000 bộ binh được trả lương, ngoài ra còn có một lượng lớn các cung thủ xứ Wales.
Edward tiên quân vào miền trung Scotland trong khi quân đội của Wallace bí mật theo dõi người Anh, cố ý tránh chiến đấu trực tiếp cho đến khi tình trạng thiếu lương thực, tiền bạc buộc Edward phải rút lui, còn tại thời điểm này người Scotland sẽ quấy rối quân đội của ông. Hạm đội vận tải của Edward đã bị trì hoãn bởi thời tiết xấu, và khi quân đội đến miền trung Scotland thì vừa mệt vừa đói. Bộ binh xứ Wales đã dần mất tinh thần. Trong khi quân đội đóng trại tại Temple Liston, gần Edinburgh, một cuộc bạo động do say rượu đã bị trấn áp bởi kỵ binh tiếng Anh, những người đã giết chết 80 người Welsh. Edward đành phải ra lệnh từ từ rút quân để tránh nhục nhã từ những kẻ thù mà con trai ông đã vô tình tạo nên. Khi rút quân về Edinburgh, ông đã nhận được thông tin tình báo rằng Wallace đưa quân lên các vị trí trong Rừng Callendar, chỉ cách Falkirk có 13 dặm, và đã sẵn sàng để đuổi theo quân Anh đang rút lui. Edward vô cùng vui mừng:Thiên Chúa muôn năm... chúng không cần phải theo đuổi ta, vì ta sẽ gặp lại chúng ngay ngày hôm nay.

## Trận chiến
Quân đội Scotland, một lần nữa tạo thành chủ yếu bởi các lính giáo tại Stirling, đã được sắp xếp trong bốn đội lính ưu tú của quân Scotland. Các ngọn giáo dài chĩa ra ở những độ cao khác nhau đã cho những kẻ tấn công không thể chọc thủng hàng ngũ của họ. Các khoảng trống giữa các đội giáo đã được lấp đầy bằng các cung thủ và phía sau có một đội quân nhỏ các kị binh hạng nặng, được gửi đến bởi các quý tộc Scotland.
Vào thứ ba ngày 22 tháng 7, kỵ binh Anh được chia thành bốn tiểu đoàn, đã nhìn thấy của đối phương khó có thể đánh bại của họ. Cánh trái được chỉ huy bởi bá tước Norfolk, bá tước Hereford và bá tước Lincoln.Hậu quân dưới sự chỉ huy của Antony Bek, Đức Giám mục của Durham, trong khi vua chỉ huy cánh quân trung tâm, vẫn còn đang cách một khoảng cách nhỏ so với quân tiên phong. Khi nhìn thấy đối phương, Norfolk và các đồng minh của ông bắt đầu tấn công ngay lập tức, nhưng gặp phải một đầm lầy nhỏ phía trước các vị trí Scotland, đã phải đi một đường vòng dài về phía tây trước khi có thể tiến tới gần cánh phải quân đội của Wallace. Bek đã cố gắng để giữ vững tiểu đoàn của mình để chờ quân của nhà vua nhưng bị bác bỏ bởi các hiệp sĩ thiếu kiên nhẫn đang muốn lao tới tấn công bên trái quân Scotland ngay lập tức. Một đội ngũ kị binh lao thẳng tới đội hình của Scotland theo một khôi đông đảo và vô tổ chức. Các kị binh của John Comyn, khoảng 30 người đã bỏ chạy ngay lập tức. Các cung thủ Scots được chỉ huy bởi Hiệp sĩ John Stewart Bonkill, em trai của High Steward của Scotland đã nhanh chóng bị tiêu diệt. Nhưng các đội lính giáo vẫn đứng vững, bất chấp các đợt xung phong của kị binh Anh. Các hiệp sĩ Anh bị đẩy lùi và nhiều người đã thiệt mạng. Vua Edward đến kịp lúc để chứng kiến kỵ binh của mình đang bị đánh bại và ông nhanh chóng khôi phục lại kỷ luật. Các hiệp sĩ đã ra lệnh thu hồi binh lính và Edward chuẩn bị sử dụng các chiến thuật mà Bá tước của Warwick đã sử dụng để đánh bại các giáo binh người Welsh tại trận Maes Moydog năm 1295.
Các cung thủ của Edward I nhanh chóng đứng vào vị trí và sử dụng vũ khí cung dài chết người của họ, vượt trội hơn hẳn các đội cung thủ thiếu kinh nghiệm của Scotland. Mưa tên còn được tiếp sức bằng những viên đá lửa từ máy bắn đá của quân đội Anh. Các đội giáo binh trở thành mục tiêu dễ dàng, họ đã không có gì phòng vệ và cũng chẳng có nơi nào để ẩn náu. Không thể rút lui cũng như tấn công, quân Scotland thiệt hại phần lớn lực lượng sau trận mưa tên đầu tiên. Kỵ binh Anh chờ đợi theo lệnh của nhà vua, cho đến khi hàng ngũ quân Scotland đã bị dàn mỏng đủ để cho phép kị binh xung phong và kết thúc cuộc chiến. Đa phần quân Scotland bị giết trên chiến trường, bao gồm cả Macduff, con trai bá tước xứ Fife. Những người sống sót, bao gồm cả Wallace, may mắn chạy thoát, chủ yếu là nhờ vượt qua khu rừng Torwood gần đó.

## Ý nghĩa
Đối với Edward, chiến thắng Falkirk là một chiến thắng rất cần thiết. Với thất bại của con trai ông trước Wallace và cuộc chiến tranh tốn kém đang diễn ra ở Pháp, bắt đầu cho thấy vương triều của ông không còn vững bền nữa. Thương vong của các lãnh đạo Scotland không đến mức quá nặng nề, bao gồm hiệp sĩ John de Graham, hiệp sĩ John Stewart của Bonkill, Macduff của Fife và Andrew Moray.

## Văn học
- Bain, J., The Edwards in Scotland, 1296-1377, 1961.
- Barrow, G. W. S. Robert Bruce and the Community of the Realm of Scotland, 1976
- Barron, E. M. The Scottish War of Independence, 1934.
- Brown, C., "William Wallace", 2004.
- Morris, J. E. The Welsh Wars of Edward I, 1994.
- Nicholson, R. Scotland-the Later Middle Ages, 1974.
- Oman, C., The Art of War in the Middle Ages, 1898.
- Prestwich, M., Edward I, 1997, Yale University Press, New Haven & London, ISBN 0-300-07157-4 (pbk.)
- Reid, S., Battles of the Scottish Lowlands;2004;Pen & Sword Books Ltd.;Barnsley;ISBN 1-84415-078-X.